# Kevin Howley
Kevin Bernard Howley (* 17. Mai 1924 in Billingham; † 22. Juli 1997) war ein englischer Fußballschiedsrichter.

## Sportlicher Werdegang
Howley rückte 1954 in den Kreis der Schiedsrichter der Football League auf, vier Jahre später gehörte er zu den FIFA-Schiedsrichtern. Im November 1959 leitete er sein erstes Länderspiel, im Glasgower Hampden Park trennten sich Schottland und Wales mit einem 1:1-Unentschieden.
Howley leitete als bis dato jüngster Schiedsrichter das Finalspiel im Wettbewerb um den FA Cup 1959/60, in dem sich die Wolverhampton Wanderers im Wembley-Stadion mit einem 3:0-Erfolg gegen die Blackburn Rovers durchsetzten. Nach einer von Howley nicht als Foulspiel gewerteten Aktion im Zweikampf zwischen Norman Deeley und Dave Whelan brach sich der Rovers-Spieler kurz vor Halbzeitpfiff ein Bein. Da seinerzeit keine Spielerwechsel erlaubt waren, mussten die Mannschaft aus Lancashire nach Whelans Ausscheiden in Unterzahl spielen. Im Messestädte-Pokal 1962/63 stand das Rückspiel im Juni 1963 zwischen dem FC Valencia und Dinamo Zagreb unter seiner Leitung, nach einem 2:1-Hinspielerfolg gelang den Spaniern mit einem 2:0-Sieg der Titelgewinn. Im August des Jahres pfiff er das Spiel um den FA Community Shield, auch dieses Spiel sah beim 4:0-Erfolg des FC Everton über Manchester United einen klaren Sieger.
1964 war Howley Schiedsrichter bei der ersten im Rahmen der BBC-Sendung Match of the Day live übertragenen Partie, am 22. August des Jahres gewann der FC Liverpool dabei gegen den FC Arsenal mit 3:2. Im folgenden Sommer leitete er das Finalrückspiel im Wettbewerb um den League Cup 1964/65, nach dem 3:2-Heimsieg im Hinspiel genügte dem FC Chelsea ein 0:0-Remis bei Leicester City zum Titelgewinn.
Bei der Weltmeisterschaftsendrunde 1966 gehörte Howley zu den lokalen Unparteiischen, die für das Turnier nominiert wurden. Dabei kam er jedoch nicht als Hauptschiedsrichter zum Einsatz, unterstützte jedoch dreimal als Linienrichter. In dieser Funktion war er auch bei seinem Karriereende 1971 nochmals bei einem bedeutenden Spiel im Einsatz, als er im Europapokal der Landesmeister 1970/71 beim Finalspiel zwischen dem siegreichen Ajax Amsterdam und Panathinaikos Athen gemeinsam mit dem ihn auf der FIFA-Liste beerbenden Pat Partridge Hauptschiedsrichter John Taylor unterstützte.